# Corymica immaculata
Corymica immaculata là một loài bướm đêm trong họ Geometridae.